# Kasowanie danych
Kasowanie danych – czynność usuwania zawartości nośnika komputerowego w sposób, który utrudnia lub uniemożliwia ich późniejsze odtworzenie osobom trzecim (porównaj: usuwanie pliku). Stosowane m.in. przy likwidacji nośników archiwalnych i złomowaniu sprzętu komputerowego.
Istnieją dwie podstawowe metody usuwania danych: programowa i sprzętowa.

## Kasowanie programowe
Polega na całkowitym wymazaniu wskazanych danych na nośniku poprzez ich jednokrotne nadpisanie dowolnym wzorem (zazwyczaj to jest tak zwany zero fill, zerowanie). Nośnik po takiej operacji można wykorzystać ponownie.
Badania pokazały, że wbrew powszechnym opiniom odzyskanie danych po ich nawet jednokrotnym nadpisaniu jest niemożliwe.

## Kasowanie sprzętowe
Polega na usunięciu zapisanych danych z wykorzystaniem prostych procesów fizycznych (wliczając w to zniszczenie nośnika). W przypadku dysków twardych i innych nośników magnetycznych, może odbyć się z wykorzystaniem silnego pola magnetycznego.
Ponowne wykorzystanie medium może być niemożliwe lub utrudnione.

## Metody programowego kasowania danych
- NAVSO P-5239-26
- VSITR
- Metoda Schneiera
- Metoda Gutmanna